# Landesfürst (Liechtenstein)
Der Landesfürst ist das Staatsoberhaupt des Fürstentums Liechtenstein und neben dem Landesvolk einer der beiden Träger der liechtensteinischen Souveränität. Als Regent ist er mit weitreichenden Regierungsbefugnissen ausgestattet, die er aber in der Regel grösstenteils an die Regierung delegiert. Der Landesfürst führt den offiziellen Titel Fürst von und zu Liechtenstein, Herzog von Troppau und Jägerndorf, Graf zu Rietberg, Regierer des Hauses von und zu Liechtenstein.
Da Liechtenstein gemäss seiner Verfassung eine konstitutionelle Erbmonarchie auf demokratischer und parlamentarischer Grundlage ist, ist das Amt des Landesfürsten erblich und wurde bis dato stets von einem männlichen Mitglied des Hauses Liechtenstein bekleidet. Seit dem Jahr 1989 ist Hans-Adam II. von und zu Liechtenstein der Landesfürst des Fürstentums Liechtenstein. Die Staatsgeschäfte nimmt allerdings seit August 2004 dessen Sohn, Erbprinz Alois von und zu Liechtenstein, als Prinzregent wahr.
Die Stellung des Landesfürsten als Oberhaupt des Staates wird im Absatz 1 des Artikels 7 der Verfassung geregelt. Das entsprechende zweite Hauptstück der Verfassung steht unter dem Titel Vom Landesfürsten.

## Verfassungsrechtliche Stellung des Fürsten
Die Verfassung Liechtensteins aus dem Jahr 1921, vor den wesentlichen Änderungen im Jahr 2003, hat dem Fürsten bereits eine eher starke Stellung verliehen, stärker als dies in der Praxis anderer europäischer Monarchien, die Mitglied des Europarates sind, üblich ist. Durch die Verfassungsänderung 2003 hat sich die Stellung des Landesfürsten noch weiter verstärkt.
GRECO hat in seinem Liechtenstein-Bericht 2011 festgehalten: «Der Fürst spielt im Land traditionellerweise eine führende Rolle. Das politische Leben wird nicht durch starke Oppositionen geprägt, und seit vielen Jahren haben die zwei grösseren politischen Gruppierungen ihre Macht üblicherweise in Rahmen von parlamentarischen Koalitionen geteilt, auch wenn ihre politischen Färbungen stark differenziert sind. Die beiden grösseren Tageszeitungen sind eng mit diesen Parteien verbunden ...»
Es wird in diesem Bericht auch eine differenzierte Sicht der Position und faktischen sowie rechtlichen Stellung des Landesfürsten in Liechtenstein aufgezeigt: «Dieses positive Bild (über die Lage von Richtern und Staatsanwälten und den Spezialisierungsgrad der Strafverfolgungsbehörden in Liechtenstein) wird durch gewisse Besonderheiten abgeschwächt, welche die dominante Stellung der Exekutive, einschliesslich des Fürsten, widerspiegeln, und dies betrifft auch die Situation im Gerichts- und Strafverfolgungssystem.» GRECO empfiehlt in seinem Liechtenstein-Bericht 2011 die «Befugnisse des Fürsten zu überprüfen, wonach er gemäss Art. 12 der Landesverfassung und anderen gesetzlichen Bestimmungen strafrechtliche Untersuchungen und Verfahren verhindern oder einstellen kann.»
Die besondere und kritisch betrachtete Stellung des Landesfürsten und seines Vertreters zeigt sich zum Beispiel darin:
- dass der Landesfürst und (falls einer von ihm ernannt ist) sein Amtsausführender Stellvertreter (im Sinne von Art 7 Abs. 2 und Art 13bis Landesverfassung) dauernde und absolute Immunität geniessen,[11]
- im weitumfassenden Recht der Begnadigung, der Milderung und Umwandlung rechtskräftig zuerkannter Strafen und der Niederschlagung eingeleiteter Untersuchungen,[12]
- der zentralen Befugnissen und Möglichkeiten des Landesfürsten bei der Vorauswahl und der Einstellung von Richtern für die Landesgerichte,[13]
- den Vetomöglichkeiten des Fürsten bei Gesetzen. Dies ist selbst dann möglich, wenn diese Gesetze in einer Volksabstimmung angenommen wurden,[14]
- umfassendes und unpräzis formuliertes Notverordnungsrecht des Fürsten,[15]
- dass die Regierung Liechtensteins nicht dem Landtag verantwortlich ist, sondern dem Fürsten[14].

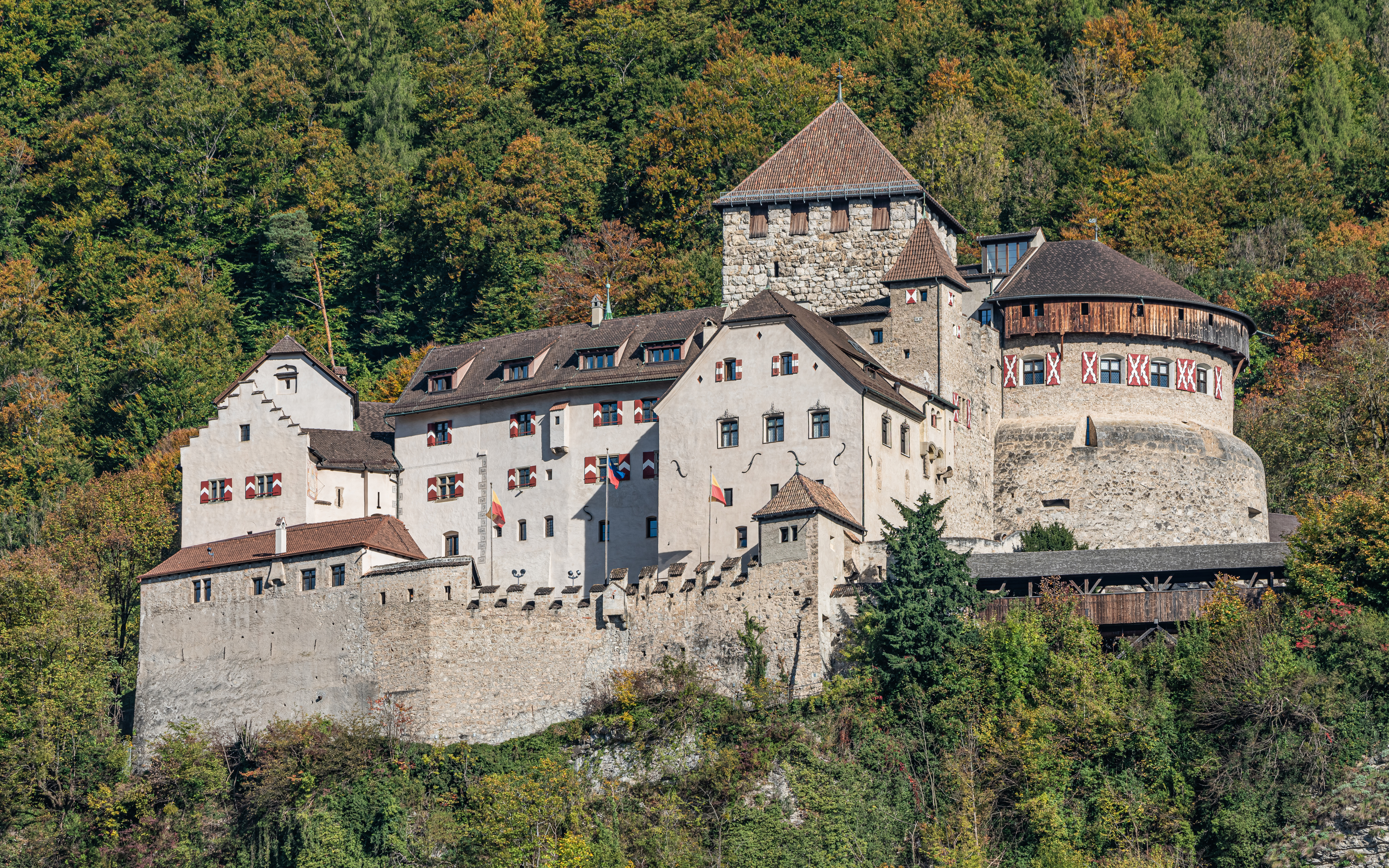
Schloss Vaduz, offizielle Residenz der Fürstenfamilie
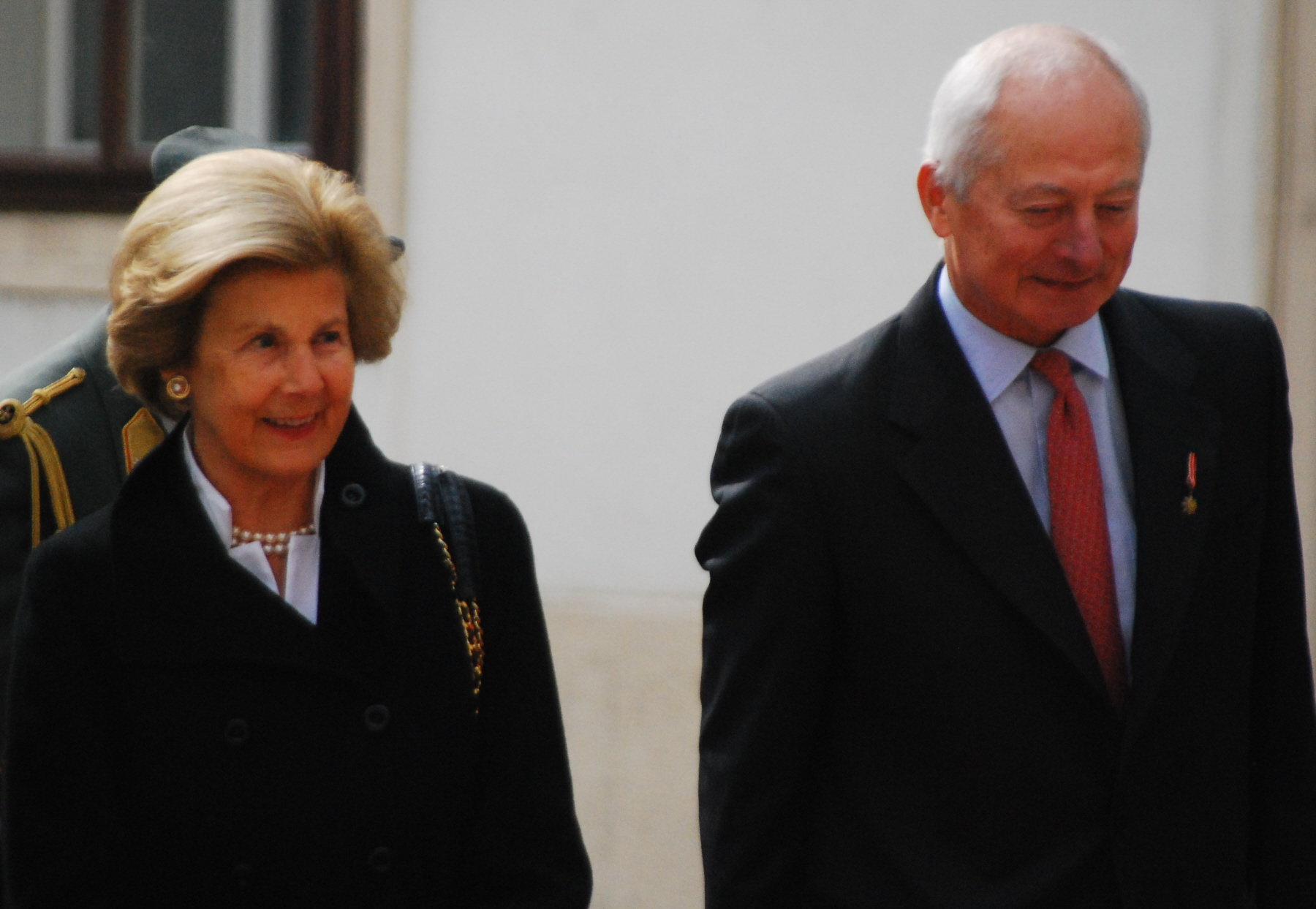
Fürst Hans-Adam II. und Fürstin Marie auf Staatsbesuch in Wien 2013
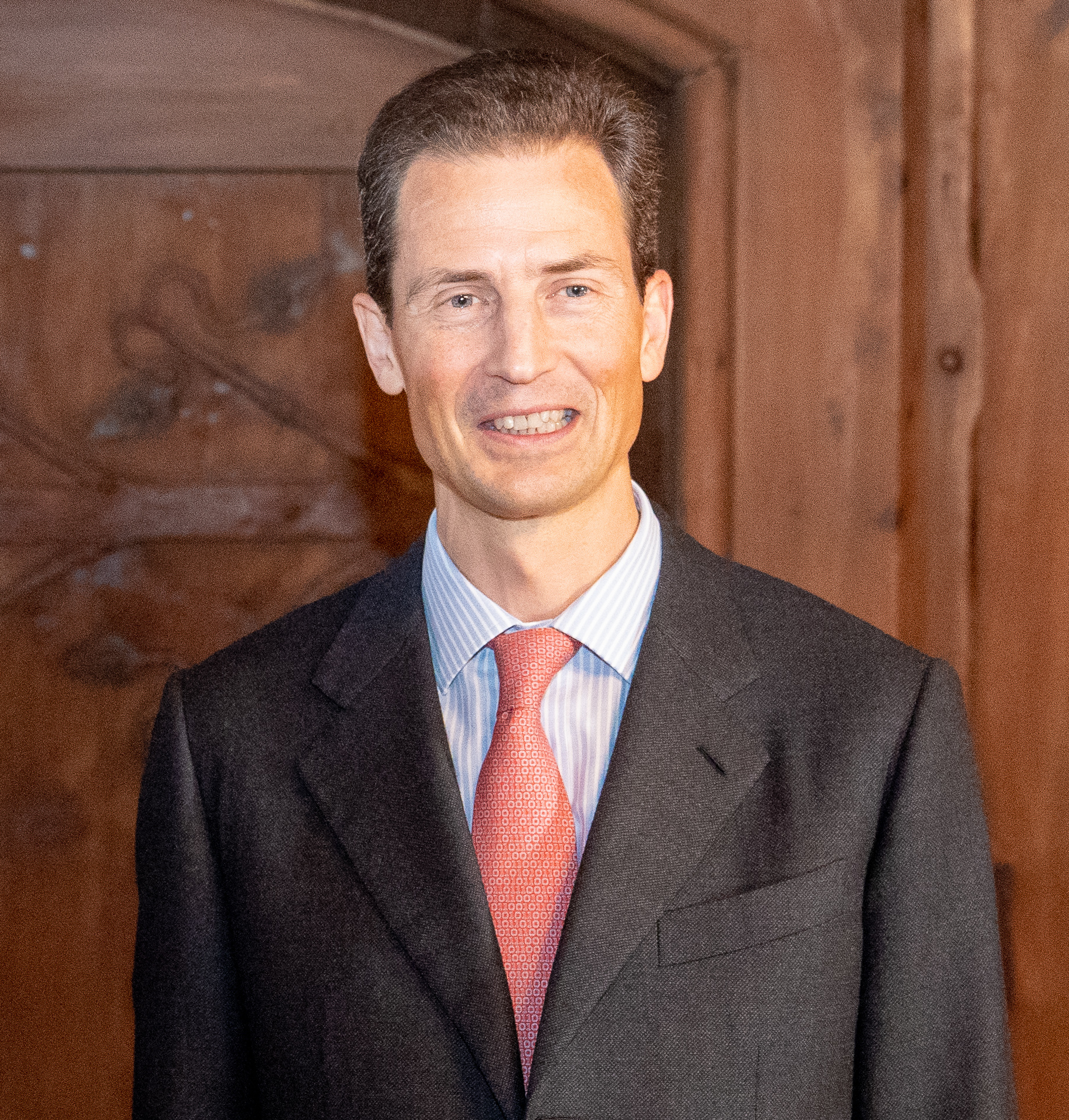
Erbprinz Alois von und zu Liechtenstein (Prinzregent)